# Kanton Anizy-le-Château
Kanton Anizy-le-Château (fr. Canton d'Anizy-le-Château) byl francouzský kanton v departementu Aisne v regionu Pikardie. Tvořilo ho 23 obcí. Zrušen byl po reformě kantonů 2014.

## Obce kantonu
- Anizy-le-Château
- Bassoles-Aulers
- Bourguignon-sous-Montbavin
- Brancourt-en-Laonnois
- Cessières
- Chaillevois
- Chevregny
- Faucoucourt
- Laniscourt
- Laval-en-Laonnois
- Lizy
- Merlieux-et-Fouquerolles
- Monampteuil
- Mons-en-Laonnois
- Montbavin
- Pinon
- Prémontré
- Royaucourt-et-Chailvet
- Suzy
- Urcel
- Vaucelles-et-Beffecourt
- Vauxaillon
- Wissignicourt